# Episodi di Blue Bloods (quarta stagione)
La quarta stagione della serie televisiva Blue Bloods è stata trasmessa in prima visione assoluta negli Stati Uniti d'America da CBS dal 27 settembre 2013 al 9 maggio 2014.
In lingua italiana, Rai 2 ha trasmesso in Italia in prima visione i primi tre episodi della stagione, dal 20 marzo al 3 aprile 2014; in seguito ha interrotto la programmazione, per poi ripartire col quarto episodio dal 19 giugno successivo, e quindi tornare a trasmettere in prima visione assoluta in italiano a partire dall'undicesimo episodio. RSI LA2, che trasmette la stagione in Svizzera dal 6 aprile dello stesso anno, ha mandato in onda gli episodi inediti dal 27 aprile al 6 luglio 2014. Dopo che Rai 2 ha nuovamente sospeso la serie il 5 settembre 2014, al termine della messa in onda del diciassettesimo episodio, è di nuovo LA2 a trasmettere gli episodi in prima TV assoluta in italiano, dal 14 settembre 2014, a partire dal diciottesimo episodio. Dal 16 dicembre 2014 al 13 gennaio 2015 la serie torna su Rai 2 trasmettendo i rimanenti episodi inediti.
| nº | Titolo originale           | Titolo italiano            | Prima TV USA      | Prima TV in italiano |
| -- | -------------------------- | -------------------------- | ----------------- | -------------------- |
| 1  | Unwritten Rules            | Regole non scritte         | 27 settembre 2013 | 20 marzo 2014        |
| 2  | The City That Never Sleeps | La città che non dorme mai | 4 ottobre 2013    | 27 marzo 2014        |
| 3  | To Protect and Serve       | Proteggere e servire       | 11 ottobre 2013   | 3 aprile 2014        |
| 4  | The Truth About Lying      | Bugie consentite           | 18 ottobre 2013   | 27 aprile 2014       |
| 5  | Lost and Found             | Perso e ritrovato          | 25 ottobre 2013   | 4 maggio 2014        |
| 6  | Growing Boys               | Ragazzi da salvare         | 1º novembre 2013  | 11 maggio 2014       |
| 7  | Drawing Dead               | Il libro nero              | 8 novembre 2013   | 18 maggio 2014       |
| 8  | Justice Served             | Giustizia è fatta          | 15 novembre 2013  | 1º giugno 2014       |
| 9  | Bad Blood                  | Cattivo sangue             | 22 novembre 2013  | 8 giugno 2014        |
| 10 | Mistaken Identity          | Errore d’identità          | 13 dicembre 2013  | 6 luglio 2014        |
| 11 | Ties That Bind             | Legami scomodi             | 20 dicembre 2013  | 18 luglio 2014       |
| 12 | The Bogeyman               | L'uomo nero                | 10 gennaio 2014   | 25 luglio 2014       |
| 13 | Unfinished Business        | Conto in sospeso           | 17 gennaio 2014   | 1º agosto 2014       |
| 14 | Manhattan Queens           | L'ape regina               | 31 gennaio 2014   | 8 agosto 2014        |
| 15 | Open Secrets               | Segreti inviolabili        | 21 febbraio 2014  | 15 agosto 2014       |
| 16 | Insult to Injury           | Una voce al telefono       | 7 marzo 2014      | 22 agosto 2014       |
| 17 | Knockout Game              | Giochi brutali             | 14 marzo 2014     | 5 settembre 2014     |
| 18 | Righting Wrongs            | Solo per un bacio          | 4 aprile 2014     | 14 settembre 2014    |
| 19 | Secret Arrangements        | Accordi segreti            | 11 aprile 2014    | 21 settembre 2014    |
| 20 | Custody Battle             | Conflitto di interessi     | 25 aprile 2014    | 21 settembre 2014    |
| 21 | Above and Beyond           | Oltre il limite            | 2 maggio 2014     | 28 settembre 2014    |
| 22 | Exiles                     | Esuli                      | 9 maggio 2014     | 28 settembre 2014    |